# هاگالاند
هاگالاند یک شهرستان و شبه جزیره در استان روگالاند، در منطقه ساحل غرب  کشور نروژ است. هاگالاند  تا سال ۲۰۲۰ حدود ۱۰۰۰۰۰ نفر جمعیت داشت.
از نظر اداری ، شهر هوگسوند، مرکز شهرستان هاگالاند است.